# بكتيريا تكافلية
البكتيريا التكافلية أو البكتيريا التعايشية هي بكتيريا تعيش عن طريق التكافل مع كائن حي آخر أو مع بعضها البعض. كالسوطيات الموجودة في معدة النمل الأبيض مثلًا، والتي تمكنهم من هضم السليلوز.

## تعريف
عُرّف التكافل لأول مرة من قبل ماركو دي باري في عام 1869 في عمل له بعنوان دي إرشينونغ دير سيمبيوز، والذي عرّف المصطلح فيه بأنه «عيش كل من الطفيلي والمضيف معًا». تطور تعريف التكافل ليشمل علاقة مستدامة بين كائنين مختلفين أو أكثر على امتداد وقت كبير من حياة العائل.

## المصطلحات المرتبطة بـ «التكافل»
ترتبط المصطلحات التالية بمصطلح «التكافل»: التبادلية، التعايش، التطفل، والتساغب (نمط من التعايش يتأثر فيه طرف من دون طرف). قد تحدد أو تحد هذه المصطلحات من نوع «العيش معًا» لكائنين، سواء أكانوا نباتًا، أم حيوانًا، أم كائنًا أوليًا، أم بكتيريا.

## أنواع التكافل
تتعايش بعض أنواع البكتيريا الزرقاء مع بعضها البعض. نُشرت نظرية التكافل الداخلي لأول مرة في عام 1970 من قبل لين مارغوليس في كتاب بعنوان «أصل الخلايا حقيقية النواة»، الذي ادعت فيه أن الخلايا حقيقية النواة نشأت عن طريق سلسلة من التكافلات.

## العلاقات التكافلية
تقيم بعض النباتات علاقة تكافلية مع البكتيريا، تستطيع من خلالها إنتاج عقيدات تسهل تحويل النيتروجين الموجود في الغلاف الجوي إلى أمونيا. في هذا الصدد، وجد أن السيتوكينينات تلعب دورًا في تطوير عقيدات التثبيت على الجذر. إذ لا يحتاج النبات فقط إلى بكتيريا مثبتة للنيتروجين، ولكن يجب أن يكون قادرًا أيضًا على تصنيع السيتوكينينات التي تعزز إنتاج العقيدات الجذرية اللازمة لتثبيت النيتروجين.
تستطيع البكتيريا التكافلية العيش في أو على الأنسجة النباتية أو الحيوانية. في الجهاز الهضمي، تساعد البكتيريا التكافلية في تكسير الأطعمة التي تحتوي على الألياف. وتساعد أيضًا في إنتاج الفيتامينات. يمكن أن تعيش البكتيريا التكافلية بالقرب من المنافس المائية الحرارية. عادة ما يكون لديهم علاقة متبادلة مع البكتيريا الأخرى. يعيش البعض في الديدان الأنبوبية.

## التبادل
هناك طريقتان رئيسيتان للتبادل عند البكتيريا التكافلية. الأول هو التبادل الأفقي الذي تؤخذ فيه الميكروبات من البيئة وتعمل إما البيئة أو المضيف بمثابة لقائح لعملية التكافل، وكمثال على الانتقال الأفقي هو دودة أنبوب البحار العميقة ومُعايشها. النوع الثاني من التبادل هو التبادل العمودي الذي ينتقل فيه المُعايش من الوالد إلى النسل ولا يوجد في هذا النوع مرحلة انفصال تكافلي، ومثال على الانتقال العمودي ذبابة الفاكهة السوداء وبكتيريا الولبخية المُتعايشة.

## صفات التكافل
لوحظ أن الشعاب المرجانية تشكل ارتباطات مميزة مع البكتيريا التكافلية المثبتة للنيتروجين. إذ نشأ المرجان في مياه تحوي على مغذيات قليلة والتي عادة ما تكون فقيرة في النيتروجين. لذلك يجب أن تشكل الشعاب المرجانية علاقة متبادلة مع كائنات مثبت للنيتروجين، وفي حالة الشعاب المرجانية يدعى هذا الكائن سيمبيودينيوم. بالإضافة إلى الدينوفلاجيلات، يشكل المرجان أيضًا علاقات مع البكتيريا والفطريات. المشكلة هي أن الدينوفلاجيلات هذه محدودة النيتروجين ويجب أن تشكل علاقة تكافلية مع كائن حي آخر أيضًا، هنا يُقترح أن هذه الكائنات هي ديازوتروف. بالإضافة إلى ذلك، عُثر في الشعاب المرجانية على بكتيريا زرقاء تمتلك الجينات التي تمكنها من تثبيت النيتروجين أيضًا. تقترح هذه الدراسة ما هو أبعد من ذلك بأنه بالإضافة إلى الدينوفلاجيلات وبعض البكتيريا الزرقاء، تحتوي الطحالب التكافلية الداخلية والشعاب المرجانية على إنزيمات تمكنهم من تمثّل (أو هضم) الأمونيوم.
نظرًا لصغر حجم الجينوم لمعظم المتعايشين الداخليين، فهم لا يستطيعون الحياة خارج الخلية المضيفة، ولا حتى لفترة زمنية قصيرة، وبالتالي لا يستطيعون إقامة علاقة تكافلية طويلة الأمد. ومع ذلك، في حالة بكتيريا هولوسبورا التكافلية داخل النواة، اكتُشف أن أنواعها تستطيع الحفاظ على العدوى لفترة محدودة وتشكيل علاقة تكافلية مع أنواع الباراميسيوم.
من المقبول والمفهوم جيدًا أن هناك علاقة متبادلة بين النباتات والبكتيريا الجذرية والفطريات الفطرية التي تمكن النباتات من البقاء في تربة فقيرة بالنيتروجين. يوصف التطور المشترك بأنه حالة يتطور فيها كائنان استجابة لبعضهما البعض. في دراسة نُشرت في علم البيئة الوظيفية، حقق العلماء فيما إذا كانت هذه العلاقة المتبادلة تمنح ميزة تطورية إما للنبات أو المُعايش. لم يجدوا أن البكتيريا الجذرية التي درسوها لها أي ميزة تطورية متعلقة بمضيفها، لكنهم وجدوا تباينًا جينيًا كبيرًا بين مجموعات البكتيريا الجذرية التي درسوها.
عادة ما تقيم الكائنات الحية علاقة تكافلية بسبب محدودية توافر الموارد في بيئتها أو بسبب محدودية مصدر غذائها. تمتلك الفسافس مضيفًا واحدًا فقط، وبالتالي يجب إقامة علاقة مع البكتيريا لتمكينها من الحصول على العناصر الغذائية اللازمة.
تستفيد البكتيريا التكافلية من علاقتها التكافلية أحيانًا بحصولها على تكاثر نسلها، وذلك عبر تحكمها في نواقل أمراض مهمة، فمثلًا ينتقل داء شاغاس عن طريق نواقل هي حشرات الفسافس. تزود البكتيريا التكافلية الموجودة في جذور البقوليات النباتات بالأمونيا مقابل كربون النباتات ومنزل محمي.
البكتيريا التكافلية والتركيبية الكيميائية التي اكتُشفت علاقتها مع بلح البحر والواقعة بالقرب من المنافس المائية الحرارية لها جين يمكّنها من استخدام الهيدروجين كمصدر للطاقة، وتفضيلها له على الكبريت أو الميثان كمصدر للطاقة لإنتاج الطاقة.